# Eleição municipal de Sobral em 1988
A eleição municipal de Sobral em 1988 ocorreu em 15 de novembro. O prefeito era Joaquim Barreto Lima (PDS), que terminaria seu mandato em 1 de janeiro de 1989. José Prado (PFL) foi eleito prefeito em turno único, derrotando o candidato do PMDB, Padre José Linhares, apoiado pelo então governador, Tasso Jereissati.

## Resultado da eleição
| Partido | Candidatos a prefeito           | Candidatos a vice       | Número | Coligação                      | Votos Nominais | %/Válidos |
| ------- | ------------------------------- | ----------------------- | ------ | ------------------------------ | -------------- | --------- |
| PFL     | José Parente Prado              | Ricardo Barreto (PDS)   | 25     | PFL, PDS                       | 24.205         | 51,31%    |
| PMDB    | José Linhares Ponte             | Cid Gomes (PMDB)        | 15     | PMDB, PDC, PSB, PSDB, PDT, PCB | 22.639         | 47,99%    |
| PT      | Pedro Fernandes                 | Rivana Rocha (PT)       | 13     | PT                             | 258            | 0,55%     |
| PL      | Maria da Conceição Aguiar Nobre | Maria Elza Silvino (PL) | 22     | PL                             | 69             | 0,15%     |

| Partido | Partido | Candidato          | Votos  | Votos (%) |
| ------- | ------- | ------------------ | ------ | --------- |
|         | PFL     | José Prado         | 24 205 | 51,31%    |
|         | PMDB    | Padre Zé           | 22 639 | 47,99%    |
|         | PT      | Pedro Fernandes    | 258    | 0,55%     |
|         | PL      | Maria da Conceição | 69     | 0,15%     |
| Totais  | Totais  | Totais             | 47 171 |           |

- Brancos: 6.925 Nulos: 594, Comparecimento: 54.690, Abstenção: 5.302, Eleitores Aptos: 59.992